# アル・バーノ
アル・バーノ（Al Bano、本名：アルバーノ・カルリージ（Albano Carrisi）、1943年5月20日 - ）は、イタリアの歌手、俳優。

## 来歴
イタリア南部チェッリーノ・サン・マルコの貧しい農家で生まれる。出生当時、父は徴兵でアルバニア戦線に送られていたため、母親がアルバニアにちなみアルバーノと名付けた。歌手コシスは弟。幼少期から歌唱やギターを始める。17歳でミランに移ってレストランで働く。音楽のオーディションを経て1965年に歌手デビューを果たし、1967年にデビューアルバム『Albano』をリリース。アルバムのリードシングル「Nei soie」はイタリアで売り上げを伸ばしゴールドディスクを獲得。歌手としての地位を固める。さらに同名の映画『Nei soie』に主役で映画初出演を果たす。本作で共演したロミナ・パワーとのちに婚約。その後も数本の映画で共演している。1975年にパワーとカップルで音楽ユニットを結成。イタリアのみならず国際的にヒットを飛ばす。特に「Sharazan」、「Felicita」、「Ci sara」といった楽曲は知られている。ユーロビジョン・ソング・コンテストに2回出演を果たした。
2016年、アルバニアの市民権を取得した。

## 出演作品

### 映画
- シューベルト物語 Angeli senza paradiso (1970)

## ディスコグラフィー

### ソロアルバム
- Al Bano (1967)
- Il ragazzo che sorride (1968)
- Pensando a te (1969)
- 1972 (1972)
- Antologia (1974)

### アルバム (ロミナ・パワーと共作)
- Atto l (1975)
- 1978 (1977)
- Aria pura (1979)
- Felicità (1982)

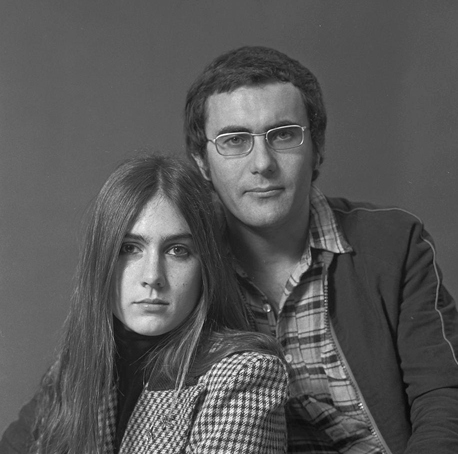
アル・バーノ、ロミナ・パワー(左)、1976年

- Che angelo sei (1982)
- Effetto amore	(1984)
- Sempre sempre(1986)
- Libertà!(1987)
- Fragile (1988)
- Fotografia di un momento (1990)
- Corriere di Natale (1990)
- Notte e giorno (1993)
- Emozionale (1995)